# Орден Бертольда I
Орден Бертольда I (нім. Orden Berthold des Ersten) — нагорода Великого герцогства Баденського.

## Історія
Засновано 29 квітня 1877 року великим герцогом Баденським Фрідріхом I як особливий вищий клас ордена Церінгенського лева. 9 вересня 1896 року відділений від ордена Церінгенского лева і став самостійним орденом. За новим статутом орден Бертольда I був розділений на 4 ступеня і призначався в нагороду за вірну службу і  як знак особливого визнання.

## Знаки ордена
Хрест ордена — золотий мальтійський хрест білої емалі з вузьким обідком білої емалі і золотими кульками на кінцях. У кутах хреста золоті дворянські корони. У центрі лицьової сторони хреста золотий круглий медальйон червоної емалі з вузьким золотим обідком. У центрі медальйона — золотий вензель великого герцога Фрідріха I (переплетені літери FWL під короною). На зворотному боці хреста — золота корона в медальйоні. Хрест підвішений до золотої корони, яка через кільце кріпиться до орденської стрічці. При нагородженні за військові заслуги додаються два схрещених золотих меча, що проходять через центр хреста, вістрям вгору.
Зірка Великого хреста — срібна восьмикутна. У центрі зірки золотий круглий медальйон червоної емалі з широким обідком білої емалі. У центрі медальйона золотий скаче вліво на коні лицар. На обідку девіз ордена GERECHTIGKEIT IST MACHT (В справедливості сила) золотом і внизу шестикутна зірочка. При нагородженні за військові заслуги додаються 2 схрещених золотих меча, що проходять через центр зірки, вістрям вгору.
Зірка командора 1 класу — срібна чотирикутна. У центрі зірки золотий круглий медальйон червоної емалі з широким обідком білої емалі. У центрі медальйона золотий лицар, який скаче вліво на коні. На обідку девіз ордена GERECHTIGKEIT IST MACHT (В справедливості сила) золотом і внизу шестикутна зірочка. При нагородженні за військові заслуги додаються 2 схрещених золотих меча, що проходять через центр зірки, вістрям вгору.
Стрічка ордена — шовкова муарова, червоного кольору із золотими смужками уздовж країв.
Ланцюг ордена складається із золотих ажурних медальйонів червоної емалі, з'єднаних золотими ланцюжками: 7 овальних медальйонів із золотою короною в центрі і 7 круглих медальйонів з лицарем на коні. Між медальйонами — вставлені в золото великі перлини.

## Ступені ордена
- Великий хрест — хрест на широкій стрічці через праве плече і зірка на лівій стороні грудей
- Командор 1-го класу — хрест на вузькій стрічці на шиї і зірка на лівій стороні грудей
- Командор 2-го класу — хрест на вузькій стрічці на шиї
- Кавалер — хрест на вузькій стрічці на лівій стороні грудей

## Галерея

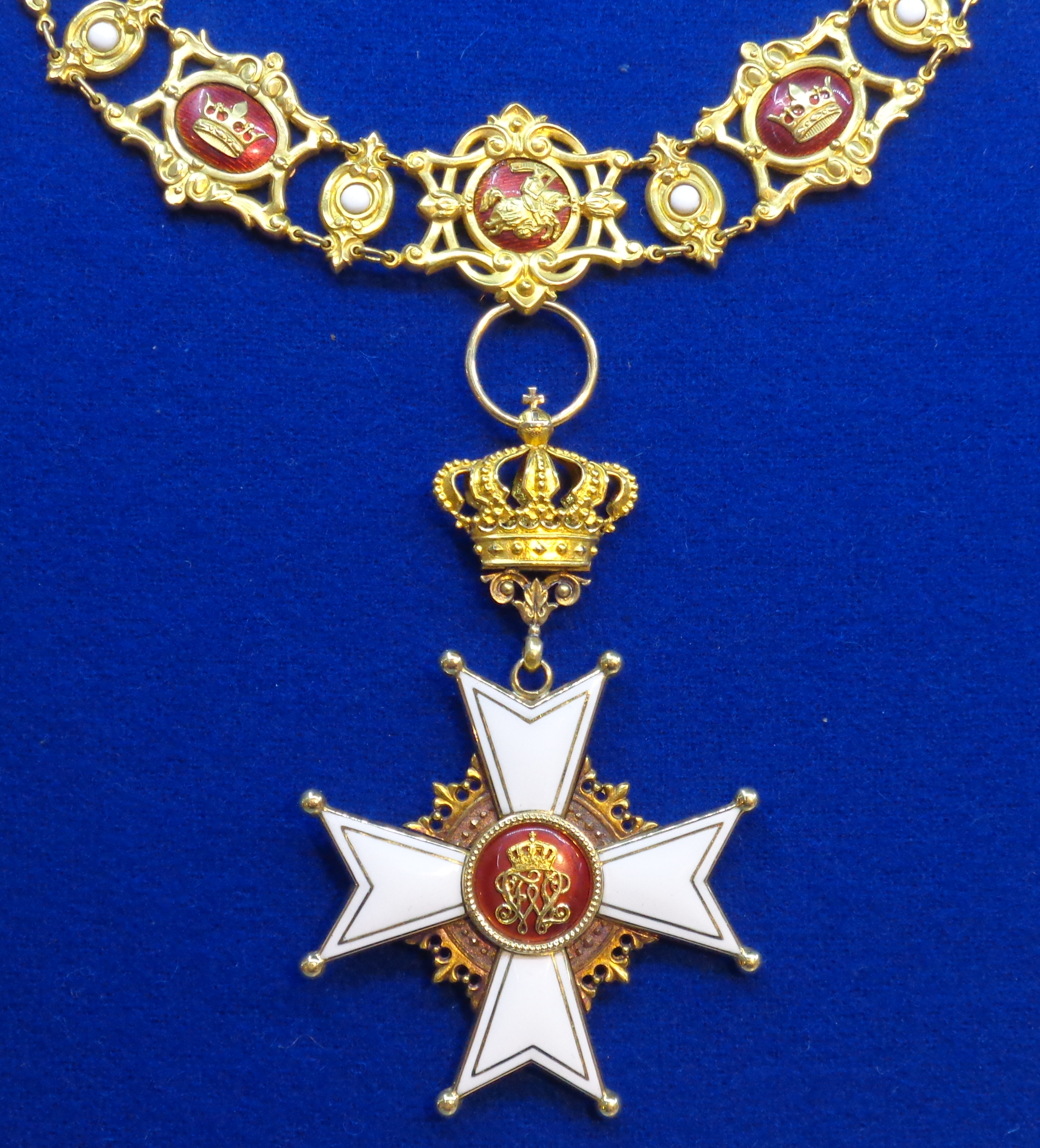
Знак Великого хреста на ланцюгу
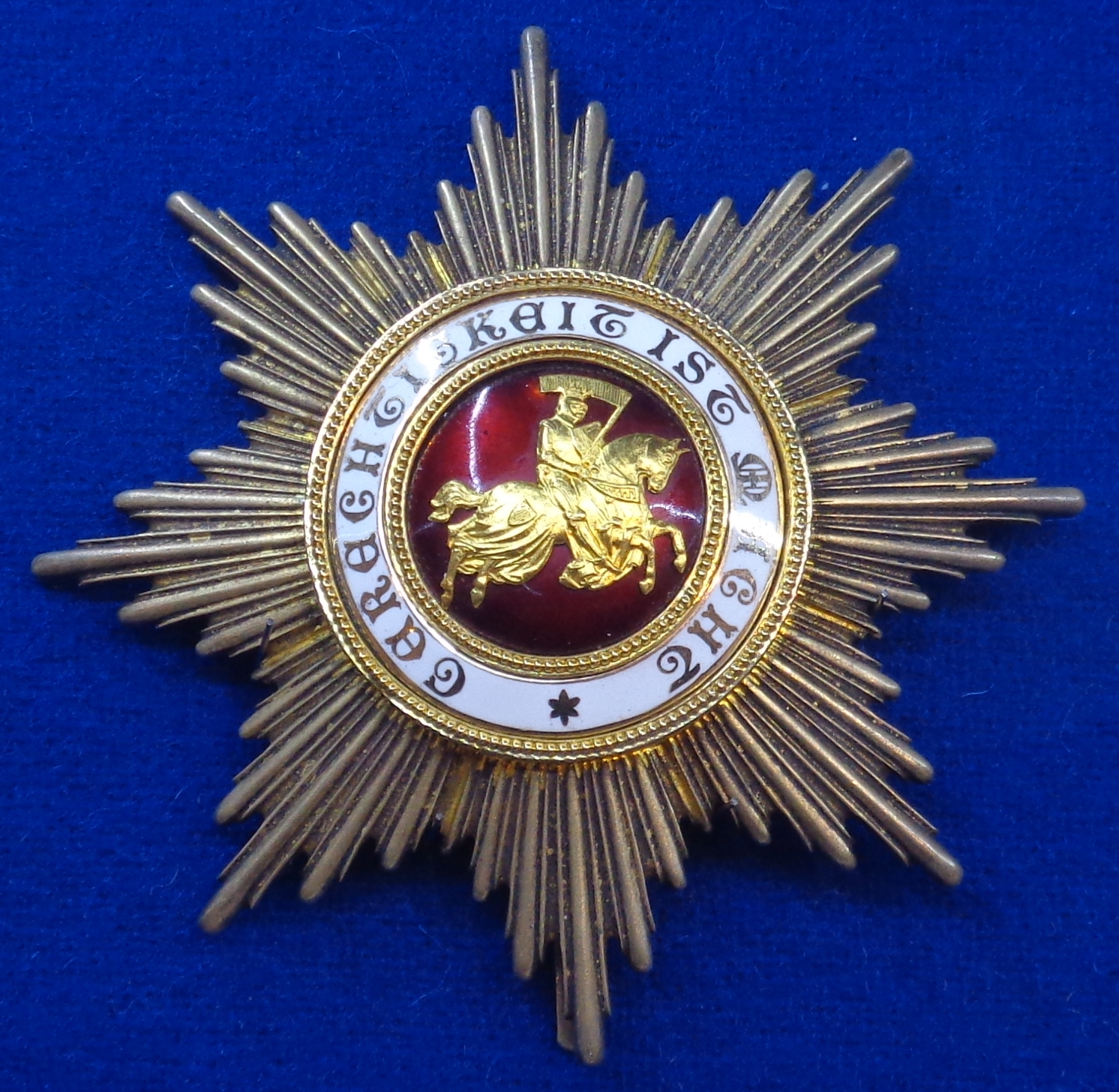
Зірка Великого хреста
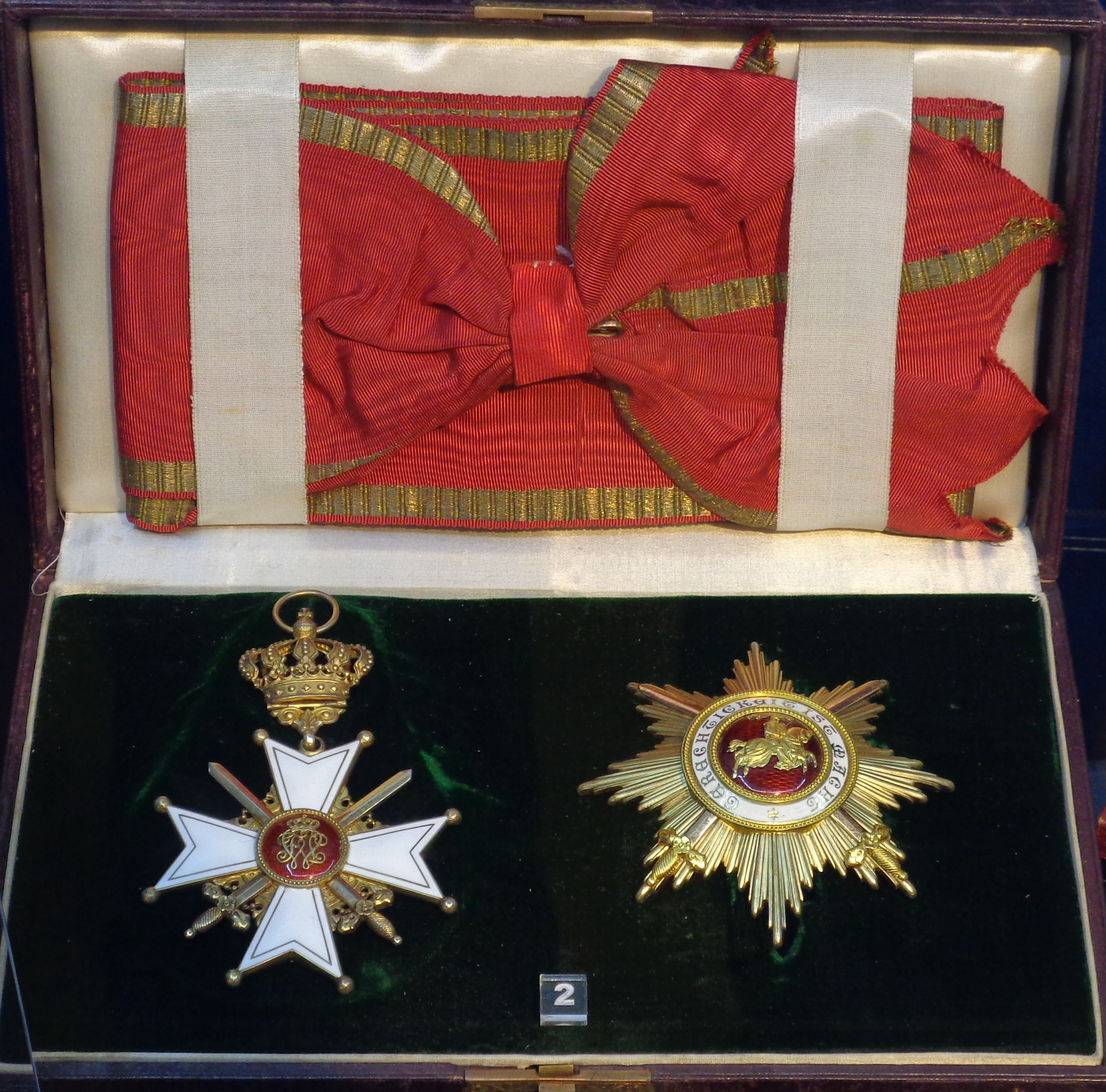
Знаки Великого хреста з мечами
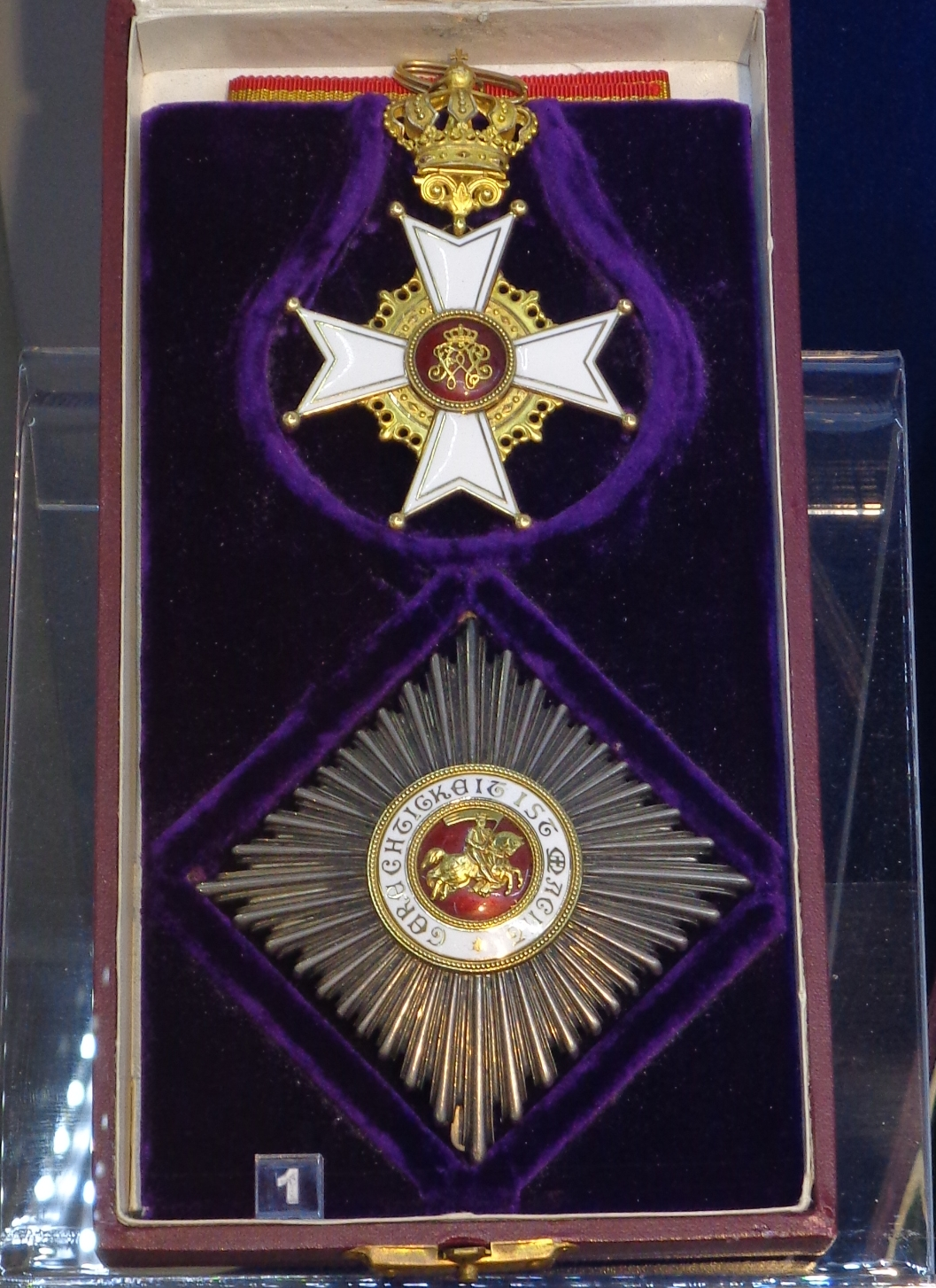
Знаки командора 1-го класу